# Kriminalisering
Kriminalisering  innebär att någonting som tidigare har varit lagligt blir olaglig; en gärning, effekt eller fara påförs ett straffansvar i enlighet med en klar och otvetydig lagtext.
Är lagtexten oklar eller tvetydig, så ligger ansvarsbördan på lagstiftaren som inte har uttryckt sig tillräckligt klart och otvetydigt, till förmån för den misstänkte (latin: in dubio pro reo).
Den omvända processen, att en gärning, effekt eller fara som inte längre anses vara straffvärd medför inte längre något straffansvar, och kallas för avkriminalisering. En gärning, effekt eller fara kan även legaliseras. 